# John O’Hanlon
John J. O’Hanlon (* 23. April 1876 in Portadown, County Armagh; † 20. Februar 1960 in Dublin) war ein irischer Schachspieler. Er war jahrzehntelang ein Vorkämpfer des irischen Schachs und gewann insgesamt neun Landesmeisterschaften.

## Schachlaufbahn
Zu den Lebensumständen O’Hanlons ist relativ wenig bekannt. Was seine Jugendzeit betrifft, wird er als ein Allround-Sportler beziehungsweise erfolgreicher Ruderer und Langstreckenschwimmer beschrieben.
Die Schachleidenschaft durchzog sein ganzes Leben. Seit 1902 galt er als Meister von Ulster. O’Hanlon unterlag 1912 in Portadown in einem Wettkampf dem deutsch-englischen Meister George Shories mit 7:11 und einem Remis. Im folgenden Jahr gewann O’Hanlon dann die erste Meisterschaft des neu gegründeten Irischen Schachverbandes. In der Zeit bis Anfang des Zweiten Weltkrieges errang er insgesamt neunmal den Landesmeistertitel (1913, 1915, 1925, 1926, 1930, 1932, 1935, 1936 und 1940).
Darüber hinaus wirkte O’Hanlon auch an zahlreichen Schachturnieren in Großbritannien mit. Bei internationalen Ereignissen wurde jedoch der damalige Leistungsrückstand der irischen Spitzenspieler sichtbar. Bei einem kleineren Turnier 1928 in Hyères siegte O’Hanlon punktgleich mit Marcel Duchamp und Vitali Halberstadt. Beim Meisterturnier in Nizza 1930, das Savielly Tartakower vor George Alan Thomas und Eugène Snosko-Borowsky gewann, wurde O’Hanlon dagegen unter zwölf Teilnehmern mit nur einem halben Punkt Letzter (damit lag er vier Zähler hinter Duchamp, der Rang neun erreichte). Er gehörte ferner den erfolglosen irischen Mannschaften bei den Schacholympiaden 1935 in Warschau (drittes Brett) und 1939 in Buenos Aires (erstes Brett) an – Irland wurde in Warschau Letzter und kam in Buenos Aires 1939 auf den 23. Platz unter 26 Teams. O’Hanlon erzielte bei diesen beiden Turnieren lediglich 2,5 Punkte aus 24 Partien (+1 =3 −20). 1924 nahm O’Hanlon an der inoffiziellen Schacholympiade in Paris teil.
Schachlich legte er den Schwerpunkt auf die irischen Meisterschaften. Mit Ausnahme von 1927 nahm O’Hanlon durchweg an allen nationalen Turnieren zwischen 1913 und 1956 teil, zuletzt als Achtzigjähriger.
Seine höchste historische Elo-Zahl wurde mit 2374 für Februar 1925 berechnet.